# Michael Hübner
Michael Hübner (Karl-Marx-Stadt, 8 de abril de 1959-Chemnitz, 12 de noviembre de 2024) fue un deportista alemán que compitió en ciclismo en las modalidades de pista, especialista en las pruebas de velocidad y keirin, y ruta.
Ganó dieciséis medallas en el Campeonato Mundial de Ciclismo en Pista entre los años 1983 y 1996.
En 2002 fue elegido miembro del Salón de la Fama de la UCI.

## Medallero internacional
| Representando a la RDA   |                                   |                   |                          |
| Campeonato Mundial       |                                   |                   |                          |
| Año                      | Lugar                             | Medalla           | Competición              |
| 1983                     | Zúrich (Suiza)                    | Medalla de bronce | Velocidad individual (A) |
| 1985                     | Bassano (Italia)                  | Medalla de plata  | Velocidad individual (A) |
| 1986                     | Colorado Springs (Estados Unidos) | Medalla de oro    | Velocidad individual (A) |
| 1987                     | Viena (Austria)                   | Medalla de bronce | Velocidad individual (A) |
| 1989                     | Lyon (Francia)                    | Medalla de plata  | Velocidad individual (A) |
| 1990                     | Maebashi (Japón)                  | Medalla de oro    | Velocidad individual (P) |
| 1990                     | Maebashi (Japón)                  | Medalla de oro    | Keirin (P)               |
| Representando a Alemania |                                   |                   |                          |
| Campeonato Mundial       |                                   |                   |                          |
| Año                      | Lugar                             | Medalla           | Competición              |
| 1991                     | Stuttgart (Alemania)              | Medalla de oro    | Keirin (P)               |
| 1992                     | Valencia (España)                 | Medalla de oro    | Velocidad individual (P) |
| 1992                     | Valencia (España)                 | Medalla de oro    | Keirin (P)               |
| 1993                     | Hamar (Noruega)                   | Medalla de plata  | Velocidad individual     |
| 1994                     | Palermo (Italia)                  | Medalla de plata  | Keirin                   |
| 1994                     | Palermo (Italia)                  | Medalla de bronce | Velocidad individual     |
| 1995                     | Bogotá (Colombia)                 | Medalla de oro    | Velocidad por equipos    |
| 1995                     | Bogotá (Colombia)                 | Medalla de plata  | Keirin                   |
| 1996                     | Mánchester (Reino Unido)          | Medalla de plata  | Velocidad por equipos    |

## Palmarés
- 1982

1.º en el Gran Premio de París en velocidad
- 1985

1.º en el Gran Premio de Copenhague
- 1986

 Campeón del mundo velocidad amateur
- 1989

1.º en el Gran Premio de París en velocidad
- 1990

 Campeón del mundo velocidad amateur
 Campeón del mundo  keirin
1.º en el Gran Premio de París en velocidad
1.º en el Gran Premio de Copenhague
- 1991

 Campeón del mundo  keirin
- 1993

1.º en el Gran Premio de París en velocidad
- 1992

 Campeón del mundo velocidad amateur
 Campeón del mundo  keirin
- 1995

 Campeón del mundo  de velocidad por equipos (con Jens Fiedler y Jan van Eijden)
1.º en el Gran Premio de Copenhague